# Jac.J. Janssen
Jacobus (Koos) Johannes Janssen (Utrecht, 15 juni 1922 - Londen, 23 augustus 2011) was hoogleraar in de egyptologie aan de Rijksuniversiteit Leiden van 1979 tot 1983.

## Leven en werk
Zijn ouders waren Jacobus Johannes Janssen en Theodora Elselina Battenberg. Hij studeerde Geschiedenis en Geografie aan de Universiteit Utrecht, en ging vervolgens aan het werk als leraar op een middelbare school. Tegelijkertijd volgde hij zijn belangstelling in de Egyptologie en studeerde bij Prof. Adriaan de Buck aan de Rijksuniversiteit Leiden, die ook zijn promotor werd. In 1961 verdedigde Janssen zijn proefschrift met de titel Two Ancient Egyptian Ship's Logs.
In 1970 werd hij universitair docent in Leiden, en in 1979 volgde hij Adolf Klasens op als hoogleraar. Na vier jaar hoogleraarschap ging Janssen echter vervroegd met pensioen om in Londen zijn onderzoek voort te zetten. Hij werd Honorary Research Fellow van het Department of Egyptology aan University College London. In 1989 hertrouwde hij met de egyptologe Rosalind Hall, die vanaf dat moment meewerkte aan veel van zijn publicaties.
Janssens specialisme was de sociale en economische geschiedenis van het oude Egypte, met name aan de hand van de documenten en voorwerpen uit het dorp Deir el-Medina uit de periode c. 1200-1000 v.Chr.
Janssen stierf zittend aan zijn bureau in Londen. Zijn stoffelijke resten zijn bijgezet in de Nederlandse Kerk in Londen.

## Publicaties (selectie)
- Jac.J. Janssen, The Smaller Dakhla Stela (Ashmolean Museum No. 1894.107b), The Journal of Egyptian Archaeology 54 (1968), 165-172
- Jac.J. Janssen, Two Ancient Egyptian Ship's Logs: Papyrus Leiden 1350 verso and Papyrus Turin 2008 + 2016, Leiden 1961
- Jac.J. Janssen, Commodity Prices from the Ramessid Period: An Economic Study of the Village of Necropolis Workmen at Thebes, Leiden 1975
- Jac.J. Janssen en *R. Janssen, Growing up in Ancient Egypt, Londen 1990
- Jac.J. Janssen, Late Ramesside Letters and Communications, Londen 1991
- Jac.J. Janssen en *R. Janssen, Getting Old in Ancient Egypt, Londen 1996
- Jac.J. Janssen, Village Varia: Ten Studies on the History and Administration of Deir el-Medina, Leiden 1997
- Jac.J. Janssen, Grain Transport in the Ramesside Period: Papyrus Baldwin (BM EA 10061) and Papyrus Amiens, Hieratic Papyri in the British Museum 8, London 2004